# Лозанский, Эдуард Дмитриевич
Эдуа́рд Дми́триевич Лоза́нский (англ. Edward D. Lozansky; 10 февраля 1941, Киев — 30 апреля 2025, США) — советский физик, американо-российский публицист и общественный деятель, диссидент. Академик Российской академии социальных наук, основатель и президент Московского международного университета, профессор МГУ и Национального исследовательского ядерного университета МИФИ. Президент Всемирного российского форума, ежегодно проводимых слушаний в Конгрессе США по вопросам американо-российского сотрудничества.

## Биография
Родился в многодетной еврейской семье в киевском районе Липки. Отец — из Радомышля, мать из Бердичева.
В 1961—1966 годах учился в МИФИ. Окончил аспирантуру Института атомной энергии им. И. В. Курчатова (специальность — «теоретическая ядерная физика»). В 1965—1966 годах, будучи студентом МИФИ, преподавал физику и астрономию в 59-й школе Москвы.
Был научным работником в Институте атомной энергии им. Курчатова и в Объединенном институте ядерных исследований в Дубне. Одновременно преподавал в Бронетанковой академии им. Р. Я. Малиновского.
В 1976 году переехал на постоянное местожительство в США, получил американское гражданство, жил в Вашингтоне. В 1990 году совместно с академиком Юрием Осипьяном и мэром Москвы Гавриилом Поповым основал Американский университет в Москве (ныне Московский международный университет), который был в то время единственным частным учебным заведением в России. В октябре 1990 года подписал «Римское обращение».

### Иск против президента США
18 апреля 2011 года Эдуард Лозанский вместе с бывшим сотрудником радио «Свобода», директором Американского института на Украине Энтони Салвиа подали в окружной суд Вашингтона иск против президента США Барака Обамы. Истцы требовали, чтобы суд приказал президенту США отменить поправку Джексона — Вэника, не дожидаясь соответствующей резолюции Конгресса.
Окружной судья Колин Коллар-Котелли отклонила иск, согласившись с обоснованием министерства юстиции США, представлявшего ответчика Обаму, что для перманентной отмены поправки Джексона-Вэника требуется специальная резолюция принявшего её конгресса США, и что президент не имеет право решить этот вопрос лично.

### Семья
Был дважды женат. Первой жене он преподавал физику в 59-й школе и женился на ней сразу после того, как она окончила школу. Этот брак быстро распался.
Вторая жена — Татьяна Ивановна Лозанская (урожд. Ершова; тесть — генерал-полковник И. Д. Ершов). Перед тем как уехать в США, в 1976 году Эдуард Лозанский развелся со своей женой. В США потребовал от властей СССР выпустить бывшую жену с дочерью в США. Получив от советских властей отказ, устроил голодовку протеста. В мае 1982 года Эдуард вновь расписался с Татьяной — заочно. Интересы невесты на заочной церемонии в Вашингтоне представляли сенатор Боб Доул и конгрессмен Джек Кемп, которые баллотировались на пост президента и вице-президента США в 1996 году. Татьяна подписала соответствующие документы в Москве, находясь в своей квартире. В 1982 году власти СССР удовлетворили требование о выезде жены и дочери из СССР с целью воссоединения семьи.
Дочь — Татьяна Эдуардовна Лозанская.
Эдуард Лозанский умер 30 апреля 2025 года в возрасте 84 лет.

## Публикации
- Лозанский Э. Д. Россия между Америкой и Китаем. — М.: Международные отношения. — ISBN 978-5-7133-1333-3.
- Лозанский Э. Д. Этносы и лоббизм в США. О перспективах российского лобби в Америке. — М.: Международные отношения, 2004. — 272 с. — ISBN 5-7133-1209-7.
- Lozansky E. D., Rousseau C. Winning Solutions (англ.). — New York: Springer, 1996. — (Problem Books in Mathematics). — ISBN 0387947434.
- Lozansky E. D. Pour Tatiana (фр.). — Robert Laffont, 1984. — 311 p. — (Collection «Vecu»). — ISBN 2221012216.
- Lozansky E. D. For Tatiana: When Loved Triumphed over the Kremlin (англ.). — Henry Holt & Co, 1986. — 290 p. — ISBN 0030050642.
- Лозанский Э. Д., Павлович В. С. Математика поступающим в вузы. — Киев: Вища школа, 1976.
- Lozansky E. D., Pontecorvo G. B. The violation of similarity laws in electrical discharges in gases (англ.) // Journal of Physics D: Applied Physics. — 1976. — Vol. 9, no. 3. — P. L37-L39.
- Лозанский Э. Д., Фирсов О. Б. Теория искры. — М.: Атомиздат, 1975. — 272 с.
- Lozansky E. Operation Elbe (англ.). — Kontinent USA, 2018. — 254 p.
- Лозанский Э. Операция «Эльба», или Почему не сработала ядерная кнопка. — М.: Художественная литература, 2019. — 270 с.
- Lozansky E. Building U.S. — Russia Bridges (англ.). — Kontinent USA, 2020. — 60 p.